# Філ Роджерс
Філ Роджерс (англ. Phil Rogers, 24 квітня 1971) — австралійський плавець.
Призер Олімпійських Ігор 1992, 1996 років, учасник 2000 року.
Чемпіон світу з водних видів спорту 1998 року.
Чемпіон світу з плавання на короткій воді 1993, 1997, 1999 років.
Переможець Пантихоокеанського чемпіонату з плавання 1993 року, призер 1991, 1995, 1997 років.
Переможець Ігор Співдружності 1994 року, призер 1990, 1998 років.